# Kaganat
Kaganat, chaganat – dawna, wschodnia forma monarchii, w której panujący władca nosił tytuł kagana, zwanego chanem chanów lub wielkim chanem. Nazwa jest pochodzenia mongolskiego i dotyczy konfederacji – związku plemion, ludów lub państw (podległych lub podbitych). Pierwsze świadectwa dokumentujące używanie terminu kaganat pochodzą z V wieku z Chin i mówią o koczowniczym plemieniu Rouran. Państwo zorganizowane w kaganat, w przeciwieństwie do chanatu, w swojej pierwotnej formie (Rouran, Turkuci) nie budowało miast.

## Kaganaty
- Kaganat Rouranów – konfederacja ludów koczowniczych w latach 338-554/555, rozbita przez pierwszy kaganat turecki.
- Pierwszy kaganat turecki – pierwsze państwo Turkutów w latach 552-604, stanowiące dominującą potęgę na terenach dzisiejszej Mongolii, południowej Syberii i Azji Środkowej.
- Turecki kaganat wschodni – państwo Turkutów w latach 584–634, potem pod chińskim protektoratem.
- Turecki kaganat zachodni – państwo Turkutów w latach 584-659, potem pod chińskim protektoratem.
- Drugi kaganat turecki – państwo Turkutów w latach 681-742, rozbite przez kaganat ujgurski.
- Kaganat ujgurski – państwo Ujgurów w latach 745-840, zniszczone przez Kirgizów[2].
- Kaganat Awarów – państwo w środkowej Europie utworzone przez koczownicze plemię Awarów w latach 568-822 w Panonii, w okresie swojej największej świetności na początku VII wieku sięgało od Lasu Wiedeńskiego na zachodzie po Don na wschodzie i od Karpat na północy po Adriatyk i dolny Dunaj na południu[3].
- Kaganat Chazarski – państwo chazarskie powstałe w wyniku rozpadu kaganatu zachodniotureckiego w 2. połowie VII wieku nad Wołgą i Donem, w X wieku rozbite przez Ruś Kijowską, podbite przez Złotą Ordę w XIII wieku[2].
- Ruski kaganat – hipotetyczna organizacja państwowa wschodnich Słowian w IX wieku.